# استان یاکوما
استان یاکوما (به اسپانیایی: Provincia de Yacuma) یکی از استان‌های بولیوی در بولیوی است که در استان بنی واقع شده‌است. استان یاکوما ۳۴٬۶۸۶ کیلومتر مربع مساحت و ۲۹٬۰۴۸ نفر جمعیت دارد.